# Национальная объединённая партия Афганистана
Национальная объединенная партия Афганистана (N.U.P.A) (перс. حزب متحد ملی افغانستان‎) — официально зарегистрированная левая политическая партия Афганистана, основанная в 2003 году генералом Нур-уль-Хак Улюми. Объявив об объединении бывших членов и сторонников «НДПА».

## Партия Ватан
Партия «Ватан» (перс. حزب وطن افغانستان‎) была основана в изгнании в период режима талибов 28 июня 1997 года в Мюнхене, Германия, объявив себя продолжателем «Народно-демократической партии Афганистана» (НДПА) взяв на вооружение идеи посткоммунизма, исламского социализма, демократического социализма, неомарксизма. На Мюнхенской конференции избрала Мухаммеда Ису Джассура лидером партии. В 2000 году партия провела свой второй съезд во Франкфурт-на-Майне.
28 июля 2017 года делегаты приняли участие в мероприятии в гостинице Кабула, для четвертого "консультативного собрания по поводу юридического перезапуска партии «Ватан». Собрание проходило с портретами последнего лидера НДПА Мохаммада Наджибуллы. В прошлом, партия пыталась зарегистрироваться под именем НДПА, но ей было отказано в регистрации.

## Национальная объединенная партия Афганистана
21 августа 2003 года группой бывших членов НДПА, под председательством бывшего члена ЦК НДПА фракции Парчам генерала Нур-уль-Хак Улюми удалось зарегистрировать левую партию под названием «Национальная объединенная партия Афганистана» с целью объединить всех оставшихся бывших членов «Народно-демократической партии Афганистана» (НДПА), став членом «Национальной коалиции в Афганистане» во главе с Абдуллой.
В 2005 году на парламентских выборах, генерал Нур-уль-Хак Улюми был избран депутатом Дома народа Национальной ассамблеи Афганистана от провинции Кандагар, получив 13 035 из 178 269 голосов.
В 2010 году на парламентских выборах Улуми не удалось переизбираться, не получив даже 3000 из общего числа в 85 385 голосов на фоне обвинений в фальсификации выборов и подтасовке результатов голосования. Единственным кандидатом, получившим большее количество голосов, был Каюм Карзай, старший брат президента Хамида Карзая, который получил 14 243 голоса.
В 2014 году на Президентских выборах Афганистана партия поддерживала кандидата «Национальной коалиции» Абдуллу, который назначил лидера партии Нур уль-Хак Улуми на пост Министра МВД Афганистана в правительстве президента Ашрафа Гани в январе 2015 года.